# غابي كاليجا
غابي كاليجا (بالإنجليزية: Gabi Calleja)‏ ناشطة في مجال حقوق المثليين من مالطا.
طالعت في جامعة مالطا دراسات الشباب والمجتمع تحضيراً لدرجة الماجستير. اعتباراً من عام 2010، أصبحت رئيسة حركة حقوق المثليين الذكور في مالطا. اعتباراً من 2014، أصبحت الرئيس المشارك للمجلس التنفيذي في المؤسسة الدولية للمثليين والمثليات والمزدوجين وثنائيي الجنس والمتحولين والمتحولات في أوروبا وهي مجموعة مناصرة لمثليي ومثليّات الجنس. عام 2014، كانت متحدّثة عامّة في الدنمارك لإلغاء قانون يطالب المتحولين جنسياً بالخضوع للتعقيم قبل السماح لهم بتغيير جنسهم قانونياً.
إضافة لعملها في مجال حقوق المثليين، غابي هي أحد كبار المسؤولين التنفيذيين في القطاع العام في مالطا، وقد عملت في مجال التدريس والوقاية من المخدرات والتدريب وتنمية المجتمع وإدارة المشاريع. عام 2005، نشرت تقريراً عاماً عن "مراجعة لأسباب التغيّب عن المدارس في مالطا"، وقد كانت عضوة في مجموعة كُلّفت بكتابة هذا التقرير.
تلقّت غابي جائزة نساء الشجاعة الدولية عام 2012 من وزارة الخارجية الأمريكية.